# Самарське (Павлоградський район)
Сама́рське — село в Україні, в Богданівській сільській територіальній громаді Павлоградського району Дніпропетровської області. Населення за переписом 2001 року становило 214 осіб.

## Географія
Село Самарське знаходиться на правому березі річки Самара, вище за течією на відстані 4 км розташоване село Мерцалівка, на протилежному березі — село Олефірівка (Синельниківський район). Річка в цьому місці звивиста, утворює лимани, стариці і заболочені озера.